# Последние письма и статьи В. И. Ленина
Последние письма и статьи В. И. Ленина — работы В. И. Ленина, записанные стенографистками М. А. Володичевой и Л. А. Фотиевой с 23 декабря 1922 года по 2 марта 1923 года и представляющие собой его политическое завещание. Среди прочего, эти документы содержат мысли о судьбах российской революции, партии большевиков и её руководителях, задачах социалистического строительства в России, перспективах мирового революционного движения, борьбе с опасностью раскола партии и бюрократизмом. Ленин пересматривает представления о социализме в рамках правового государства, демократии, децентрализации, развития инициативы, борьбы с бюрократией.
К последним письмам и статьям В. И. Ленина относят: «Письмо к съезду» (призыв увеличить число членов ЦК за счёт рядовых рабочих и характеристики И. В. Сталина, Л. Д. Троцкого, Г. Е. Зиновьева, Л. Б. Каменева, Н. И. Бухарина, Г. Л. Пятакова), «О придании законодательных функций Госплану» (предложение об увеличении полномочий Госплана), «К вопросу о национальностях или об „автономизации“» (принципы устройства СССР), «Странички из дневника» (меры по организации народного образования), «О кооперации» (программа кооперирования крестьянства России на принципах добровольности, экономической заинтересованности и постепенности), «О нашей революции (по поводу записок Н. Суханова)» (полемика с меньшевиками о неготовности России к социализму), «Как нам реорганизовать Рабкрин» (идея слияния Рабкрина и ЦКК), «Лучше меньше, да лучше» (принципы подбора кадров для советских государственных учреждений).
Г. Х. Попов отмечает, что ленинская общественная модель перехода к социализму содержала противоречие: она опиралась, с одной стороны, на идею строя цивилизованных кооператоров, а с другой стороны, на идею индустриализации, коллективизации и культурной революции под руководством меньшинства над большинством.